# Denzel Dumfries
Denzel Justus Morris Dumfries (Roterdão, 18 de abril de 1996) é um futebolista neerlandês que atua como ala-direito. Atualmente joga pela Internazionale.

## Carreira
Após jogar em 3 times amadores (Spartaan '20, VV Smitshoek e BVV Barendrecht), Dumfries foi para o Sparta Rotterdam em 2014, fazendo sua estreia profissional em fevereiro de 2015, contra o Emmen, conquistando o título da Eerste Divisie e o acesso à Eredivisie da temporada seguinte.
En 2017, após 65 jogos e 2 gols pelo Sparta, foi contratado pelo Heerenveen, onde jogou 33 partidas e balançou as redes 3 vezes.
Em junho de 2018, Dumfries assinou com o PSV Eindhoven, num acordo válido por 5 anos.

## Carreira internacional

### Seleção Arubana
Em 2014, Dumfries foi convocado para defender a Seleção Arubana, estreando em março do mesmo ano, para 2 amistosos contra Guam. Foi no segundo jogo que o lateral-direito fez seu primeiro gol por seleções - Dumfries, no entanto, afirmou que seu sonho era defender os Países Baixos, desistindo de continuar atuando por Aruba.

### Seleção Neerlandesa
Entre 2016 e 2018, jogou nas seleções de base da Oranje, sendo convocado ao time principal pela primeira vez em outubro de 2018, estreando contra a Alemanha.
Convocado para a Eurocopa de 2020, Dumfries marcou seu primeiro gol na vitória por 3 a 2 sobre a Ucrânia.
Fez seu 2° gol pela Seleção Neerlandesa na partida seguinte, a vitória por 2 a 0 sobre a Áustria, na 2a rodada da Eurocopa, ajudando a seleção a se classificar para a próxima fase do torneio.

## Títulos
Sparta Rotterdam
- Eerste Divisie: 2015–16

Internazionale
- Copa da Itália: 2021–22, 2022–23
- Supercopa da Itália: 2021[12], 2022 e 2023
- Campeonato Italiano: 2023–24

### Individuais
PSV
- Time do ano da Eredivisie: 2018–19

Internazionale
- Artilheiro da Supercopa da Itália de 2024: (2 gols)